# Нурі (Судан)

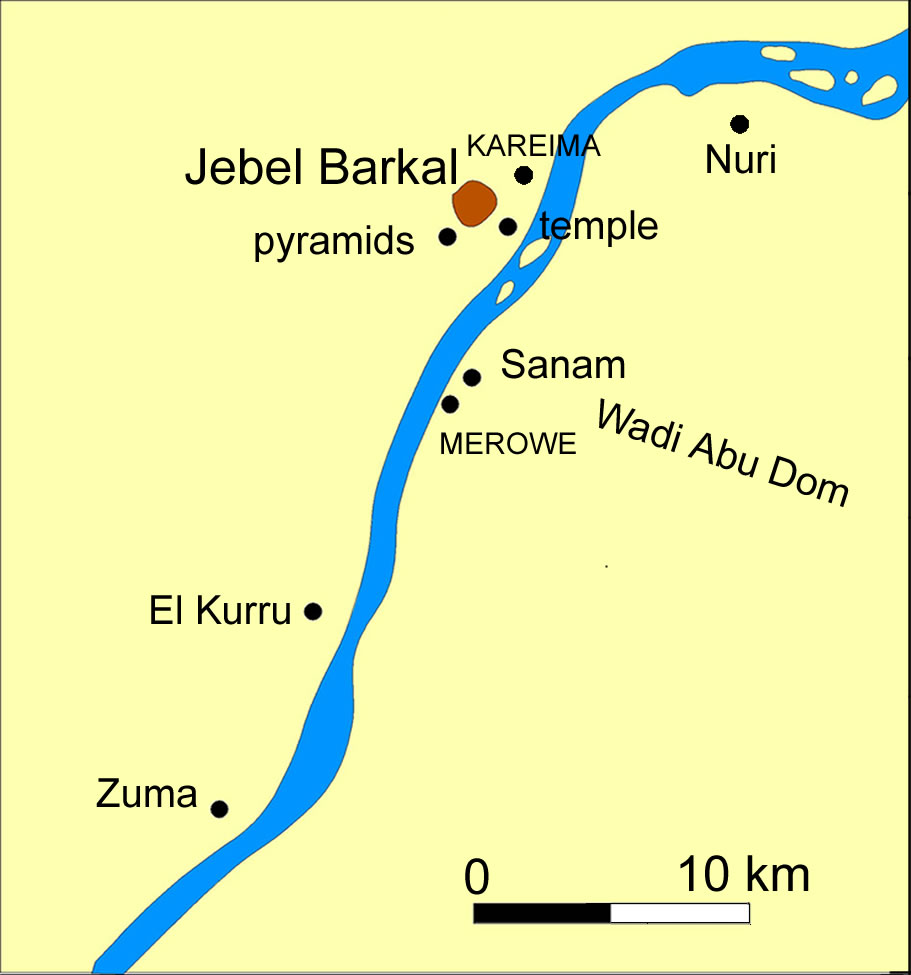
Карта Джебель-Баркал і Нурі

Нурі — поселення в Судані на південному березі Нілу. Поряд із поселенням розташовані піраміди нубійських царів. За 15 км на південь від Нурі розташовано поселення Санам, за 10 км — Джебель-Баркал.

## Історія
Найдавніша піраміда (Nu. 1) належить фараону Тахарці. Його наступник фараон Тануатамон не похований у Нурі, але всі наступні царі Кушу до Настасена (бл. 330 року до н. е.) з численними дружинами поховані в Нурі. Піраміди Нурі значно менші за знамениті єгипетські, багато з пірамід зруйновані, але багато поховань не були розграбовані.
З часів приходу до тих районів християнства в Нурі була збудована церква. Для її будівництва використовувались камені з пірамід, а також кілька стел.

## Дослідження
Першими науковими розкопками пірамід займався Джордж Ендрю Рейснер.
Піраміди Нурі разом з археологічними пам'ятками Джебель-Баркала й околицями 2003 року отримали статус Світової спадщини ЮНЕСКО — об'єкт № 1073 .

## Поховання

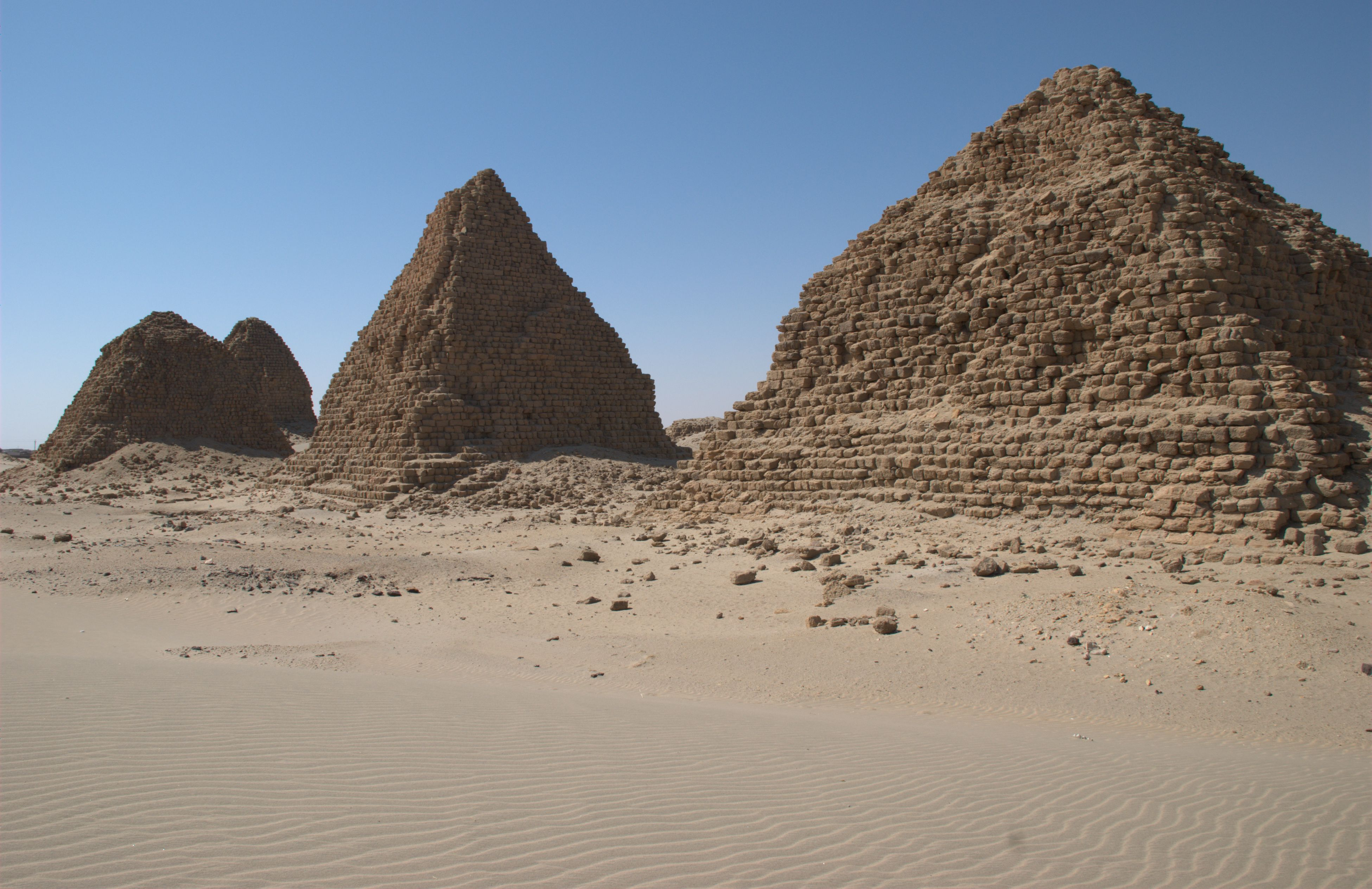
Вид на піраміди

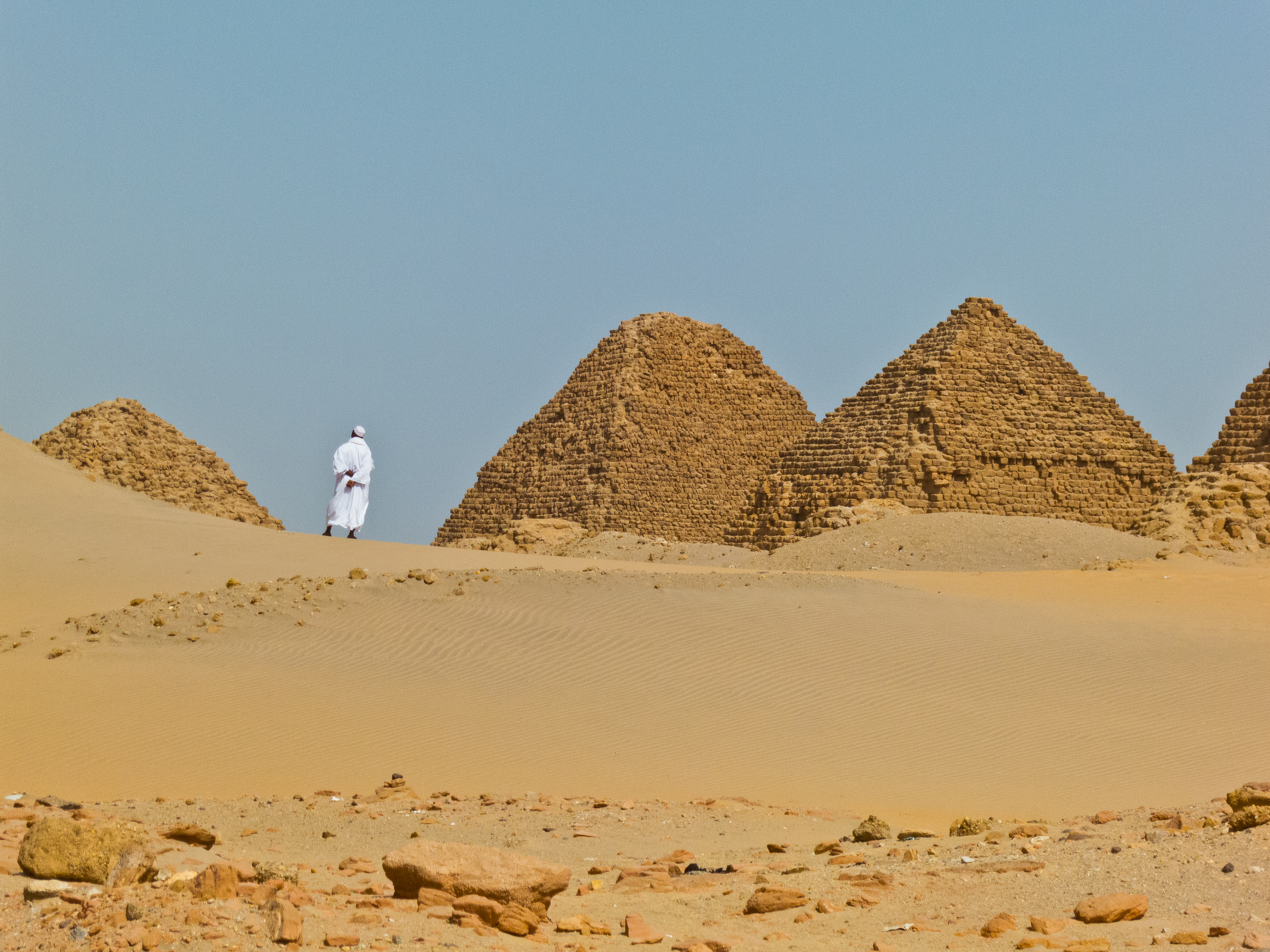
Людина на тлі пірамід

Поховання членів царських родин царства Куш розміщені в Нурі, Ель-Курру, Мерое та Джебель-Баркалі.
Піраміди Нурі розташовані на двох окремих плато. Піраміда Тахарки — найвища точка західного плато. Піраміди решти царів розміщені на східному плато. Піраміди жінок з царських родин розміщені на західному плато.
- Nuri 1 — Фараон Тахарка
- Nuri 2 — Фараон Аманіастабарка
- Nuri 3 — Фараон Сенкаманіскен
- Nuri 4 — Фараон Сіаспіка
- Nuri 5 — Фараон Меленакен
- Nuri 6 — Фараон Анламані, син Сенкаманіскена
- Nuri 7 — Фараон Каркамані
- Nuri 8 — Фараон Аспелта, син Сенкаманіскена й цариці Насалси
- Nuri 9 — Фараон Аматалка, син Аспелти
- Nuri 10 — Фараон Аманінатакілебте
- Nuri 11 — Фараон Малієвієбамані
- Nuri 12 — Фараон Аманінетеієріке, син Малієвієбамані
- Nuri 13 — Фараон Горсіотеф
- Nuri 14 — Фараон Ахратан
- Nuri 15 — Фараон Настасен
- Nuri 16 — Фараон Талакамані
- Nuri 17 — Фараон Баскакерен, син Малієвієбамані
- Nuri 18 — Фараон Аналмаї
- Nuri 19 — Фараон Насахма
- Nuri 20 — Фараон Атланерса, син Тахарки (чи, можливо, Тануатамона)
- Nuri 21 — (можливо) Такахатенанум, цариця, дружина Тахарки
- Nuri 22 — (можливо) Аманімалел, цариця, дружина Сенкаманіскена
- Nuri 23 — Масалає, можливо цариця, можливо, дружина Сенкаманіскена
- Nuri 24 — цариця Насалса, дочка Атланерси, дружина Сенкаманіскена
- Nuri 25 — Малетарал II, можливо, цариця, поховання часів Аманінатакілебте
- Nuri 26 — Цариця Аманітакає, дочка Аспелти, сестра і дружина фараона Аматалки, мати фараона Меленакена
- Nuri 27 — Цариця Мадікен, дружина Анламані
- Nuri 28 — Цариця Хенутахебі[т], дружина Аспелти
- Nuri 29 — (можливо цариця) Планхеку, можливо, дружина Сіаспіка
- Nuri 31 — Цариця Сака-ає, можливо, мати Малієвієбамані
- Nuri 32 — Цариця Ахрасан, можливо, дружина Малієвієбамані
- Nuri 34 — Цариця Хенутірдіс, поховання часів Горсіотефа
- Nuri 35 — (можливо, цариця) Абар, дружина Піанхі, мати Тахарки
- Nuri 36 — Цариця Атахебаскен, дружина Тахарки
- Nuri 38 — Цариця Ахе[я], дочка Аспелти, дружина Аматалки
- Nuri 39 — Цариця Малетасен, дружина Аматалки
- Nuri 40 — Цариця Мекемале, можливо, дружина Аспелти
- Nuri 41 — Цариця Малотарал (?), дружина, Атланерси
- Nuri 42 — Цариця Асата, дружина Аспелти
- Nuri 44 — Цариця Батахіаліє, дружина Горсіотефа
- Nuri 45 — Цариця Тагтал (?), дружина Меленакена
- Nuri 43 — Цариця Єтуров, сестра і дружина Атланерси
- Nuri 55 — Цариця Атаматака, дружина Аматалки
- Nuri 56 — (можливо) цариця Сакхмакх, дружина Настасена
- Nuri 57 — Цариця Піанкхер (?), дружина Аматалки
- Nuri 58 — Цариця Артаха, дружина Аспелти
- Nuri 59 — Цариця Малаке, можливо, дружина Тануатамона
- Nuri 61 — Цариця Антасамале, можливо, дружина Аманінетеієріке